# Luke Macfarlane
Pour les articles homonymes, voir Macfarlane.
Thomas Luke Macfarlane, dit Luke Macfarlane, est un acteur et musicien canadien, né le 19 janvier 1980 à London, en Ontario (Canada). Il se fait connaître grâce au rôle de Scotty Wandell dans la série Brothers & Sisters.

## Biographie

### Jeunesse et formations
Thomas Luke Macfarlane naît le 19 janvier 1980 à London, en Ontario. Son père, Thomas (mort en 2007), est le Directeur des services de santé aux étudiants à l'université Western Ontario, et sa mère, Penny, infirmière de secteur psychiatrique à l'hôpital de London. Il fait ses études secondaires à l'école secondaire centrale de Londres (en) avec sa sœur jumelle, Ruth, ainsi que sa sœur ainée, Rebecca. Il poursuit ensuite des études à l'école des arts Lester B. Pearson (en), puis intègre ensuite au conservatoire supérieur privé de musique et des arts du spectacle Juilliard à New York, où il joue dans des pièces de théâtre telles que Roméo & Juliette, Richard III, The school of Night (en), Les Raisins de la colère (The Grapes of Wrath), Blue Window et Comme il vous plaira (As You Like). En 2003, il en est diplômé.

### Carrière

#### En tant d'acteur
Luke Macfarlane commence sa carrière à la télévision. En 2004, il joue aux côtés de Cynthia Nixon dans la mini-série Tanner on Tanner signée Robert Altman, dans le rôle de Stuart De Barge. Dans la même année, il interprète le rôle de Bruce Kinsey, fils d'Alfred Kinsey (joué par Liam Neeson) dans le film biographique Dr Kinsey (Kinsey) de Bill Condon.
En 2005, il apparaît dans le rôle de Frank « Dim » Dumphy dans la série télévisée Over There sur la chaine FX Network.
En 2006, il interprète le rôle de Scotty Wandell dans la série Brothers and Sisters, sur la chaine américaine ABC. Il y joue le mari de Kevin (interprété par Matthew Rhys), jusqu'en 2011.
En 2009, il décroche le rôle principal, aux côtés de Sun Li, dans la mini-série en deux parties Iron Road de David Wu.
En 2014, il est Rick Lincoln, soldat et mari de Drew, dans la série The Night Shift. Dès cette année, il participe à des téléfilms romantiques pour Hallmark Channel tels que Une romance-photo (The Memory Book) de Paul A. Kaufman, Le Pays de Noël (Christmas Land, 2015) de Sam Irvin, La Promesse de Noël (The Mistletoe Promise, 2016) de David Winning, La Vie rêvée de Gwen (The Birthday Wish, 2017) de Peter DeLuise, Embrassez l’esprit de Noël (Karen Kingsbury's Maggie's Christmas Miracle, 2017) de Michael Robison, Les Souliers de Noëlle (A Shoe Addict's Christmas, 2018) de Michael Robison, Une Pincée d’amour (Just Add Romance, 2019) de Terry Ingram, Raison, sentiments et bonhommes de neige (Sense, Sensibility & Snowmen, 2019) de David Winning, A Valentine's Match de Christie Will Wolf (2020), Noël au château (Chateau Christmas, 2020) de Michael Robison, L'Étoile de mon cœur (Taking a Shot at Love, 2021) de Kevin Fair, Christmas in My Heart de Pat Kiely (2021).

#### En tant que musicien
Luke Macfarlane est l'auteur-interprète du groupe Fellow Nameless — formé lorsqu'il était encore au collège avec quelques-uns de ses camarades de classe à l'école des arts Lester B. Pearson (en) sous le nom des Slipnaught, un nom que le groupe a choisi au hasard dans un dictionnaire, car ils n'avaient pas de nom pour leur groupe lorsqu'ils faisaient leur première scène. Le changement de nom du groupe en Fellow Nameless est un choix des membres, car ils détestent le nom qu'ils avaient adopté à l'origine. Le groupe a produit un album composée de chansons enregistrées en studio et de titres live. Ils enregistrèrent ensuite dix chansons supplémentaires dont trois d'entre elles furent enregistrées dans le cadre d'un éventuel contrat avec la maison de disques Maverick Records. Le groupe organise un concert pour le directeur artistique de Maverick, Danny Strick. Cependant, cela ne donna pas de suite concrète à leur collaboration avec la maison de disques.
Il joue également du violoncelle et de la trompette.

## Vie privée
Luke Macfarlane est ouvertement homosexuel. En 2008, il choisit de mettre fin aux rumeurs qui courent depuis déjà plusieurs années sur sa sexualité. Dans l'interview accordée à Globe and Mail, il fait part de son désir de se marier. Quant aux répercussions que cette nouvelle pourrait avoir sur sa carrière d'acteur, il déclare : « Je ne sais pas ce qu'il va se passer professionnellement. C'est la seule crainte, mais je crois qu'il ne faut pas que je m'en inquiète car c'est ma vérité ».
Le 4 juin 2023, Luke Macfarlane et son partenaire, le skieur alpin Hig Roberts, accueillent leur premier enfant prénommée Tess Eleanor Macfarlane.

## Filmographie

### Cinéma

#### Longs métrages
- 2004 : Dr Kinsey (Kinsey) de Bill Condon : Bruce Kinsey
- 2006 : Trapped Ashes de John Gaeta : Vincent (segment "My Twin, The Worm")
- 2017 : Rock, Paper, Scissors de Tom Holland : Peter Harris
- 2021 : Que souffle la romance (Single All The Way) de Michael Mayer : James
- 2022 : Bros de Nicholas Stoller : Aaron

#### Courts métrages
- 2006 : Recalled de Michael Connors : le lieutenant Sefton
- 2012 : Erection de Tannaz Hazemi : Dean

### Télévision

#### Téléfilms
- 2014 : Une romance-photo (The Memory Book) de Paul A. Kaufman : Gabe Sinclair
- 2015 : Le Pays de Noël (Christmas Land) de Sam Irvin : Tucker Barnes
- 2016 : La Promesse de Noël (The Mistletoe Promise) de David Winning : Nicholas « Nick » Derr
- 2017 : La Vie rêvée de Gwen (The Birthday Wish) de Peter DeLuise : Dave McGee
- 2017 : Embrassez l’esprit de Noël (Karen Kingsbury's Maggie's Christmas Miracle) de Michael Robison : Casey Cummins
- 2018 : Les Souliers de Noëlle (A Shoe Addict's Christmas) de Michael Robison : Jake Marsden
- 2019 : Une Pincée d’amour (Just Add Romance) de Terry Ingram : Jason Tucker
- 2019 : Raison, sentiments et bonhommes de neige (Sense, Sensibility & Snowmen) de David Winning : Edward Ferris
- 2020 : A Valentine's Match de Christie Will Wolf : Zach Williams
- 2020 : Noël au château (Chateau Christmas) de Michael Robison : Jackson
- 2021 : L'Étoile de mon cœur (Taking a Shot at Love) de Kevin Fair : Ryan Cooper
- 2021 : Tous en scène à Noël (Christmas in my heart) de Pat Kiely : Sean Grant
- 2022 : Coup de foudre en Bretagne (Moriah's Lighthhouse) de Stefan Scaini : Ben McCane
- 2022 : Coup de foudre dans un village de Noël : Ryan Scott
- 2023 : Quatre cœurs en automne (Notes of autumn) de Troy Scott : Leo Carrington
- 2023 : Coup de foudre pour le fils du Père Noël de Bradley Walsh : Chris

#### Séries télévisées
- 2004 : Tanner on Tanner de Robert Altman : Stuart DeBarge (mini-série, 4 épisodes)
- 2005 : Over There : Frank Dumphy (13 épisodes)
- 2006-2011 : Brothers & Sisters : Scotty Wandell (89 épisodes)
- 2009 : Iron Road de David Wu	: James Nichol (mini-série, 2 épisodes)
- 2012 : Beauty and the Beast : Bertrand (saison 1, épisode 2 : Proceed with Caution)
- 2013 : Person of Interest : l'agent Alan Fahey (saison 2, épisode 17 : Proteus)
- 2013 : Smash : Patrick Dillon (2 épisodes)
- 2013 : Satisfaction : Jason Howell (13 épisodes)
- 2014-2017 : The Night Shift : Rick Lincoln, soldat et mari de Drew (10 épisodes)
- 2015-2019 : Killjoys : D'avin Jaqobis (50 épisodes)
- 2015 : Supergirl : l'agent Donovan (2 épisodes)
- 2016 : Mercy Street : Chaplain Hopkins (12 épisodes)
- 2023 : Platonic : Charlie

### Clip-vidéo
- 2003 : Love's Divine, de Seal

## Théâtre
- 2003 : Juvenilia : Brondie Chase
- 2004 : Where Do We Live? : Stephen
- 2006-2007 : The Busy World is Hushed : Thomas
- 2009 : The Jazz Age : F. Scott Fitzgerald
- 2010 : Some Men
- 2010-2012 : Sam Bendrix at the Bon Soir : Sam Bendrix
- 2011 : The Normal Heart de Larry Kramer : Craig Donner/Grady
- 2012 : The Normal Heart de Larry Kramer : Felix Turner
- 2015 : Reverberation : Jonathan
- 2016 : Running On Fire
- 2017 : Big Night : Austin

## Voix francophones
En France, Emmanuel Garijo et Stéphane Pouplard sont les voix régulières de Luke Macfarlane.
En France
| - Emmanuel Garijo dans : - Brothers and Sisters (série télévisée) - Over There (série télévisée) - Beauty and the Beast (série télévisée) - Person of Interest (série télévisée) - Satisfaction (série télévisée) - La Promesse de Noël (téléfilm) - Platonic (série télévisée) - Stéphane Pouplard dans : - Embrassez l'esprit de Noël (téléfilm) - Le Pays de Noël (téléfilm) - Un festival pour la Saint-Valentin (téléfilm) - Bros - Quatre cœurs en automne (téléfilm) - Coup de foudre pour le fils du père Noël (téléfilm) - Amish et séducteur : Le scandale Eli Weaver (téléfilm) | - Boris Rehlinger dans (les téléfilms) : - Noël au château - Tous en scène à Noël - Coup de foudre en Bretagne - Coup de foudre au village de Noël - Sébastien Ossard dans : - Night Shift (série télévisée) - Raison, sentiments et bonhomme de neige (téléfilm) Et aussi - Damien Witecka dans Dr Kinsey - Adrien Antoine dans Killjoys (série télévisée) - Pierre Lognay dans Une pincée d'amour (téléfilm) - Valentin Merlet dans Que souffle la romance |